# 3-я гвардейская пехотная дивизия (Российская империя)

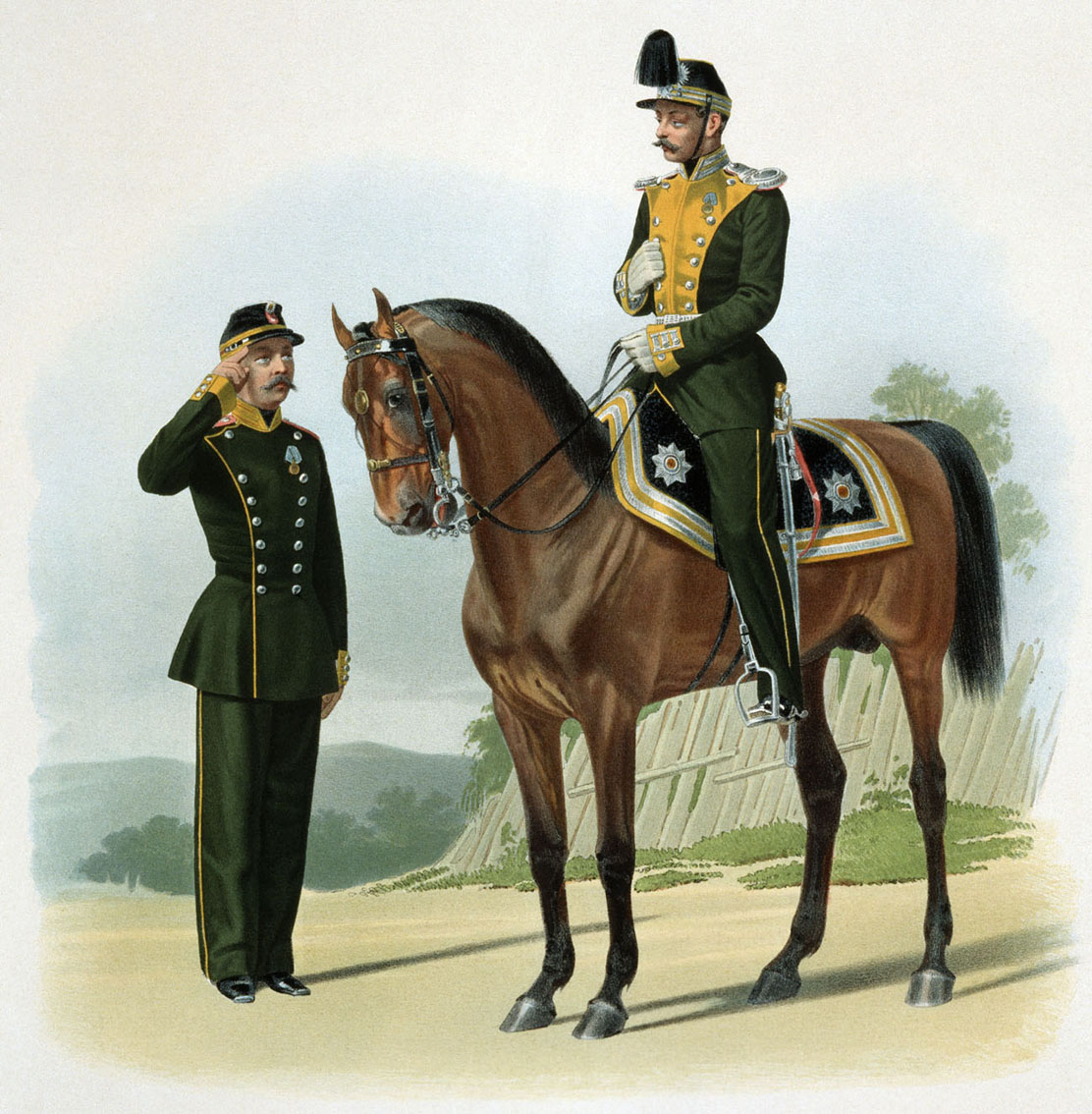
Рядовой и адъютант лейб-гвардии Литовского полка (в повседневной и парадной формах), 1862 год.

3-я гвардейская пехотная дивизия — гвардейское пехотное соединение в составе Русской императорской армии.
Штаб дивизии: Варшава. Входила в 23-й армейский корпус.

## История дивизии

### Формирование
Дивизия сформирована 6 октября 1831 г. в составе Отдельного гвардейского корпуса. 5-я и 6-я гвардейские пехотные бригады были сформированы несколько ранее и первоначально состояли при Отдельном гвардейском корпусе вне дивизий.
С ноября 1915 г. и до конца своего существования дивизия входила в состав 2-го гвардейского корпуса.
- 1833—1918 — 3-я гвардейская пехотная дивизия.

3 апреля 1918 г. штаб дивизии, а также лейб-гвардии Литовский и Кексгольмский полки были расформированы приказом Московского областного комиссариата по военным делам.

### Боевые действия
- В русско-турецкой войне 1877—1878 гг.
  - Осада Плевны
  - Сражения под Телишем, Ташкисеном, при Филиппополе.
- В Первой мировой войне.
  - Приказом штаба Северо-Западного фронта переброшена из Варшавы в район Соколка для прикрытия района Гродно-Белосток.
  - Приказом штаба Северо-Западного фронта переброшена в район Варшавы с задачей выдвинуться на Млаву.
  - 17-18 августа 1914 — Участвовала в боях за Найденбург.
  - В июне 1915 г. дивизия сражалась в Томашовском сражении 1915 года[3][4].
  - В начале июля 1915 г. выдержала ожесточенные бои у Заборце в ходе Грубешовского сражения[5].
  - Дивизия – участница Люблин-Холмского сражения 9 – 22 июля 1915 г.[6][7][8] и Виленской операции в августе - сентябре 1915 г.[9][10] Доблестно билась на Стоходе в июле 1916 г.[11]
- В Белом движении
  - 12 октября 1919 — Сформирован на базе 1-го и 2-го батальонов 2-го Сводно-гвардейского полка Сводный полк 3-й гвардейской пехотной дивизии в составе 2-й бригады Сводно-гвардейской пехотной дивизии. Включал — 4 батальона по числу полков 3-й гвардейской дивизии императорской армии.
  - 9 ноября 1919 — Сведён в батальон (командир — полковник С. А. Апухтин).
  - 21 ноября 1919 — Оставшиеся 71 чинов сведены в роту (командир — капитан Кавернинский, с 22 декабря 1919 — поручик Талят-Келпш).
  - 23 декабря 1919 — Рота слита с остатками 1-й бригады Сводно-гвардейской пехотной дивизии.
  - Январь-февраль 1920 — Остатки полка в составе дивизии участвовали в Бредовском походе.
  - 16 августа 1920 — Прибыл в Крым, где составил 3-й батальон Сводного гвардейского пехотного полка.

## Состав дивизии
- 1-я бригада (Варшава)
  - лейб-гвардии Литовский полк
  - лейб-гвардии Кексгольмский Императора Австрийского полк
- 2-я бригада (Варшава)
  - лейб-гвардии Санкт-Петербургский Короля Фридриха Вильгельма III полк
  - лейб-гвардии Волынский полк
- лейб-гвардии 3-я артиллерийская бригада (Варшава)

С момента формирования 3-й гвардейской пехотной дивизии ее бригады имели соответственно 5-й и 6-й номера, поскольку в тот период была принята сквозная нумерация всех гвардейских пехотных бригад. В 1857 г. бригадное командное звено было упразднено. После его восстановления в 1873 г. бригады в гвардейских пехотных дивизиях получили номера "1-я" или "2-я".

## Командование дивизии
(Командующий в дореволюционной терминологии означал временно исполняющего обязанности начальника или командира. Должности начальника дивизии соответствовал чин генерал-лейтенанта, и при назначении на эту должность генерал-майоров они оставались командующими до момента своего производства в генерал-лейтенанты).

### Начальники дивизии
- 06.10.1831 — 03.10.1832[~ 1][~ 2] — генерал-адъютант, генерал-лейтенант  Рихтер, Борис Христофорович
  - 07.05.1832 — 02.04.1833 — командующий генерал-майор Есаков, Дмитрий Семёнович
- 02.04.1833 — 22.07.1837 — генерал-майор (с 25.06.1833 генерал-лейтенант) Есаков, Дмитрий Семёнович
- 22.07.1837 — 22.09.1841 — генерал-лейтенант Арбузов, Алексей Фёдорович
- 22.09.1841 — 06.01.1846 — генерал-майор Свиты Е. И. В. (с 11.04.1843 генерал-лейтенант) фон Моллер, Александр Фёдорович
- 06.01.1846 — 04.05.1855 — генерал-лейтенант Овандер, Василий Яковлевич
- 04.05.1855 — 07.07.1863 — генерал-майор (с 26.08.1856 генерал-лейтенант, с 30.08.1862 генерал-адъютант) барон Корф, Павел Иванович
- 07.07.1863 — 19.02.1877 — генерал-майор (с 30.08.1863 генерал-лейтенант, с 21.09.1868 генерал-адъютант) барон Меллер-Закомельский, Николай Иванович
- 06.03.1877 — 21.12.1877[~ 3] — генерал-лейтенант Каталей, Василий Васильевич
- 29.12.1877 — 18.07.1887 — генерал-лейтенант Дандевиль, Виктор Дезидериевич
- 10.08.1887 — 27.08.1890 — генерал-лейтенант Бардовский, Николай Федорович
- 18.09.1890 — 09.08.1894 — генерал-лейтенант Разгильдеев, Пётр Анемподистович
- 09.08.1894 — 02.04.1898 —  генерал-лейтенант граф Комаровский, Дмитрий Егорович
- 08.05.1898 — 19.03.1901 — генерал-лейтенант Вейс, Константин Александрович
- 16.06.1901 — 10.02.1904 — генерал-лейтенант барон Меллер-Закомельский, Александр Николаевич
- 25.07.1904 — 02.02.1908 — генерал-майор (с 06.12.1904 генерал-лейтенант) Ольховский, Пётр Дмитриевич
- 21.02.1908 — 07.06.1910 — генерал-лейтенант Шкинский, Яков Фёдорович
- 11.06.1910 — 18.08.1914 — генерал-лейтенант Сирелиус, Леонид-Отто Оттович
- 16.09.1914 — 25.08.1917 — генерал-майор (с 30.12.1914 генерал-лейтенант) Чернавин, Всеволод Владимирович
- 07.09.1917 — хх.хх.хххх — командующий генерал-майор Разгильдеев, Вадим Петрович

### Начальники штаба дивизии
Должность начальника штаба дивизии была введена 1 января 1857 г.
- 01.01.1857 — 10.02.1860 — полковник Чарторижский, Лев Иванович
- 15.03.1860 — 12.05.1862 — полковник фон Альфтан, Георгий Антонович
- 05.06.1862 — 19.04.1864[~ 4] — полковник Веймарн, Фёдор Петрович
  - 05.10.1863 — 19.04.1864 — и. д. капитан Яновский, Василий Иванович
- 19.04.1864 — 27.05.1866 — полковник Яновский, Василий Иванович
- 27.05.1866 — 15.07.1866 — полковник Ризенкампф, Николай Георгиевич
- хх.хх.1866 — 22.10.1869 — подполковник (с 30.08.1869 полковник) Жеванов, Николай Ильич
- 22.10.1869 — 31.07.1877 — подполковник (с 17.04.1870 полковник) Белинский, Василий Иванович
- 21.08.1877 — 25.08.1878 — полковник Энкель, Карл Карлович
- 22.09.1878 — после 01.05.1881 — полковник барон фон Криденер, Фёдор Николаевич
- 17.10.1881 — 03.01.1886 — полковник Мау, Николай Иванович
- 03.01.1886 — 24.05.1891 — полковник Каменецкий, Дмитрий Алексеевич
- 05.06.1891 — 18.08.1897 — полковник Маврин, Алексей Алексеевич
- 28.08.1897 — 17.07.1900 — полковник Лопушанский, Николай Яковлевич
- 29.07.1900 — 19.03.1903 — полковник Маврин, Александр Валерианович
- 27.03.1903 — 12.11.1904 — полковник Мачуговский, Николай Иванович
- 12.12.1904 — 28.09.1905 — полковник Ганжа, Павел Львович
- 28.09.1905 — 14.03.1908 — полковник Стремоухов, Михаил Борисович
- 04.04.1908 — 03.09.1913 — полковник Сегеркранц, Владимир Карлович
- 15.09.1913 — 22.10.1914 — полковник Кузнецов, Сергей Алексеевич
- 26.10.1914 — 10.06.1915 — полковник Плющевский-Плющик, Григорий Александрович
- 06.07.1915 — 27.04.1916 — и.д. полковник Андогский, Александр Иванович
- 05.05.1916 — 11.03.1917 — генерал-майор Кузнецов, Сергей Алексеевич
- 17.04.1917 — хх.хх.хххх — полковник Защук, Иосиф Иосифович (младший)

### Командиры 1-й бригады
Сформирована 25 июня 1831 г. как 5-я гвардейская пехотная бригада.
В 1825 — 1857 годах бригады гвардейский пехотных дивизий имели сквозную нумерацию, с 1-й по 6-ю. Соответственно, 3-я гв. пех. дивизия состояла из 5-й и 6-й гв. пех. бригад.
В период с начала 1857 по 30 августа 1873 должности бригадных командиров в пехотных дивизиях были упразднены. После восстановления бригадного командного звена бригады в гвардейских пех. дивизиях получили номера «1-я» или «2-я» аналогично с армейскими пех. дивизиями.
После начала Первой мировой войны в дивизии была оставлена должность только одного бригадного командира, именовавшегося командиром бригады 3-й гвардейской пехотной дивизии.
- 25.06.1831 — 06.10.1831 — генерал-майор Энгельман, Карл Михайлович
- 06.10.1831 — 22.09.1834 — генерал-майор (с 06.12.1833 генерал-лейтенант) Берхман, Александр Петрович
- 22.09.1834[~ 5] — 22.09.1841 — генерал-майор де Витте, Павел Яковлевич
- 22.09.1841 — 27.02.1842 — командующий генерал-майор Голоушев, Александр Фёдорович
- 27.02.1842[~ 6] — 06.12.1849 — генерал-майор (с 03.04.1849 генерал-лейтенант) фон Аммондт, Василий Антонович
- 06.12.1849 — 29.12.1849 — генерал-майор Лагода, Иван Иванович
- 20.03.1850 — 04.05.1855 — генерал-майор барон Зальца, Николай Антонович
- 29.11.1855 — 22.01.1857 — генерал-майор Житков, Михаил Андреевич
- 02.10.1873 — 17.04.1874 — генерал-майор Свиты Корф, Андрей Николаевич
- 22.05.1874 — 29.05.1877 — генерал-майор фон Бремзен, Александр Густавович[пол.]
- 29.05.1877 — 21.12.1877[~ 7] — генерал-майор Философов, Дмитрий Алексеевич
- 29.12.1877 — 19.02.1883 — генерал-майор Свиты Эллис, Николай Вениаминович
- 04.08.1883 — 25.11.1884 — генерал-майор Панютин, Всеволод Фёдорович
- 13.01.1885 — 11.03.1887 — генерал-майор Курлов, Аркадий Никанорович
- 19.04.1887 — 04.02.1891 — генерал-майор Гребенщиков, Яков Александрович
- 04.02.1891 — 08.02.1895 — генерал-майор Вейс, Константин Александрович
- 05.04.1895 — 28.10.1899 — генерал-майор Резвый, Дмитрий Модестович
- 01.02.1900 — 03.08.1900 — генерал-майор князь Аргутинский-Долгоруков, Давид Луарсабович
- 03.08.1900 — 27.01.1901 — генерал-майор Пашков, Михаил Алексеевич
- 22.03.1901 — 02.05.1903 — генерал-майор князь Аргутинский-Долгоруков, Давид Луарсабович
- 09.06.1903 — 24.11.1904 — генерал-майор Нарбут, Василий Александрович
- 10.01.1905 — 10.10.1909 — генерал-майор Гедлунд, Виктор Александрович
- 07.11.1909 — 03.10.1914 — генерал-майор Любарский, Константин Андреевич
- 07.10.1914 — 12.05.1915 — генерал-майор барон де Боде, Николай Андреевич
- 24.06.1915 — 24.01.1916 — генерал-майор Шильдбах, Константин Константинович
- 02.02.1916 — 24.01.1917 — генерал-майор Буковский, Александр Петрович
- 07.02.1917 — 05.09.1917 — генерал-майор Левстрем, Эрнест Лаврентьевич
- 07.09.1917 — хх.хх.хххх — генерал-майор Штакельберг, Николай Иванович

### Командиры 2-й бригады
Сформирована 22 августа 1831 г. До 1857 г. назвалась 6-й гвардейской пехотной.
- 22.08.1831 — 06.10.1831 — командующий полковник Чевакинский, Михаил Иванович
- 06.10.1831 — 08.11.1832[~ 8] — генерал-майор Есаков, Дмитрий Семёнович
- 07.05.1832[~ 5] — 14.01.1842 — генерал-майор Овандер, Василий Яковлевич
- 14.01.1842[~ 9] — 06.12.1849 — генерал-майор (с 03.04.1849 генерал-лейтенант) Довбышев, Григорий Данилович
- 06.12.1849 — 30.03.1853 — генерал-майор (с 26.11.1852 генерал-лейтенант) Глухов, Хрисанф Васильевич
- 19.04.1853 — 04.05.1855 — генерал-майор барон Корф, Павел Иванович
- 23.11.1855 — 22.01.1857 — командующий генерал-майор Маслов, Николай Александрович
- 02.10.1873 — 13.01.1876 — генерал-майор Прохоров, Дмитрий Дмитриевич
- 07.03.1876 — 29.05.1877 — генерал-майор Философов, Дмитрий Алексеевич
- 29.05.1877 — хх.11.1880 — генерал-майор фон Бремзен, Александр Густавович[пол.]
- 24.11.1880 — 13.01.1885 — генерал-майор Курлов, Аркадий Никанорович
- 19.04.1885 — 24.12.1890 — генерал-майор Конаржевский, Даниил Альбертович
- 04.02.1891 — 15.09.1895 — генерал-майор Гребенщиков, Яков Александрович
- 12.10.1895 — 08.06.1899 — генерал-майор (с 06.12.1899 генерал-лейтенант) Фуллон, Иван Александрович
- 18.08.1899 — 02.06.1900 — генерал-майор Комаров, Дмитрий Наркизович
- 03.08.1900 — 22.03.1901 — генерал-майор князь Аргутинский-Долгоруков, Давид Луарсабович
- 22.03.1901 — 07.12.1904 — генерал-майор Бутаков, Александр Михайлович
- 10.01.1905 — 22.02.1907 — генерал-майор Доможиров, Пётр Петрович
- 22.02.1907 — 19.05.1908 — генерал-майор Бекер, Альфред Васильевич
- 31.08.1908 — 13.02.1909 — генерал-майор Олохов, Владимир Аполлонович
- 04.03.1909 — 03.05.1910 — генерал-майор Ресин, Александр Алексеевич
- 03.05.1910 — 19.07.1914 — генерал-майор Чернавин, Всеволод Владимирович
- 21.07.1915 — 30.10.1915 — генерал-майор Адамович, Борис Викторович

### Командиры лейб-гвардии 3-й артиллерийской бригады
Сформирована 20 сентября 1821 г. как Сводная гвардейская и гренадерская артиллерийская бригада в составе Отдельного Литовского корпуса. С 1831 г. до 1894 г. бригада назвалась 3-й гвардейской и гренадерской артиллерийской бригадой.
До 1875 г. должности командира артиллерийской бригады соответствовал чин полковника, а с 17 августа 1875 г. - чин генерал-майора.
- 20.09.1821 — хх.хх.1823 — полковник Герштенцвейг, Даниил Александрович
- 10.12.1823 — 08.11.1833 — полковник (с 25.03.1828 генерал-майор) барон Корф, Николай Иванович
- 08.11.1833 — 11.12.1835 — полковник барон Корф, Александр Иванович
- 02.01.1836 — 17.04.1838 — полковник Мерхелевич, Сигизмунд Венедиктович
- 17.04.1838 — 14.02.1844 — полковник (с 08.09.1843 генерал-майор) Философов, Николай Илларионович
- 14.02.1844 — 04.03.1849 — полковник (с 25.06.1845 генерал-майор) Корнилов, Пётр Петрович
- 05.03.1849 — 28.10.1849 — полковник Огранович, Николай Степанович
- 28.10.1849 — 16.11.1855 — полковник (с 30.03.1852 генерал-майор) Кузьмин, Василий Николаевич
- 30.12.1855 — 20.10.1861 — полковник (с 26.08.1856 генерал-майор) Олохов, Платон Алексеевич
- 20.10.1861 — 19.01.1864 — полковник (с 08.11.1861 генерал-майор) Жуковский, Михаил Михайлович
- 23.01.1864 — 01.01.1867 — полковник (с 30.08.1865 генерал-майор) Коханов, Иван Семёнович
- 01.01.1867 — 23.12.1869 — полковник (с 30.08.1869 генерал-майор) Пистолькорс, Константин Васильевич
- 23.12.1869 — 19.03.1877 — полковник (с 21.06.1870 генерал-майор, с 26.08.1876 в Свите) Овандер, Яков Иванович
- 25.03.1877 — 28.12.1884 — полковник (с 01.01.1878 генерал-майор) Зиновьев, Михаил Алексеевич
- 30.01.1885 — 01.02.1895 — генерал-майор Мартюшев, Владимир Константинович
- 01.02.1895 — 16.11.1896 — генерал-майор Михайлов, Гавриил Гавриилович
- 30.12.1896 — 05.12.1899 — генерал-майор Усов, Владимир Степанович
- 29.12.1899 — 06.01.1903 — генерал-майор Гиппиус, Владимир Иванович
- 06.01.1903 — 08.06.1906 — полковник (с 06.04.1903 генерал-майор) граф Баранцов, Михаил Александрович
- 21.06.1906 — 13.10.1907 — генерал-майор Мингин, Иосиф Феликсович
- 13.10.1907 — 12.11.1910 — генерал-майор Шрейдер, Михаил Дмитриевич
- 12.11.1910 — 18.12.1913 — генерал-майор граф Доливо-Добровольский-Евдокимов, Виктор Викторович[13]
- 18.12.1913 — 12.05.1916 — генерал-майор Бурман, Андрей Владимирович
- 12.05.1916 — 29.04.1917 — генерал-майор Папа-Федоров, Михаил Николаевич
- 29.04.1917 — 18.05.1917 — полковник Герцо-Виноградский, Владимир Александрович
- 18.05.1917 — хх.хх.хххх — полковник Яновский, Николай Львович
- 28.07.1917 — хх.хх.хххх — полковник Кутузов, Борис Николаевич

## Комментарии
1. ↑  С 07.05.1832 г-л. Б. Х. Рихтер был уволен в отпуск до излечения болезни.
2. ↑  Умер в должности. Высочайший приказом от 07.11.1832 исключен из списков умершим.
3. ↑  Погиб в бою. Высочайшим приказом от 29.12.1877 исключен из списков убитым.
4. ↑  Фактически, с 05.02.1863 находился в командировке в Пруссии, в связи с чем не мог исполнять обязанности начальника штаба дивизии.
5. 1 2  До 04.10.1837 — командующий.
6. ↑  До 15.04.1845 — командующий.
7. ↑  Смертельно ранен в бою 21.12.1877. Умер 27.12.1877. Высочайшим приказом от 29.12.1877 исключен из списков умершим.
8. ↑  С 07.05.1832 г-м. Д. С. Есаков являлся командующим дивизией, поэтому не мог исполнять обязанности командира бригады.
9. ↑  До 26.03.1844 — командующий.